# اوریول ری
اوریول ری (انگلیسی: Oriol Rey؛ زادهٔ ۲۵ فوریهٔ ۱۹۹۸) بازیکن فوتبال اهل اسپانیا است که در پست هافبک دفاعی یا مدافع میانی برای لوانته بازی می‌کند.